# Hud

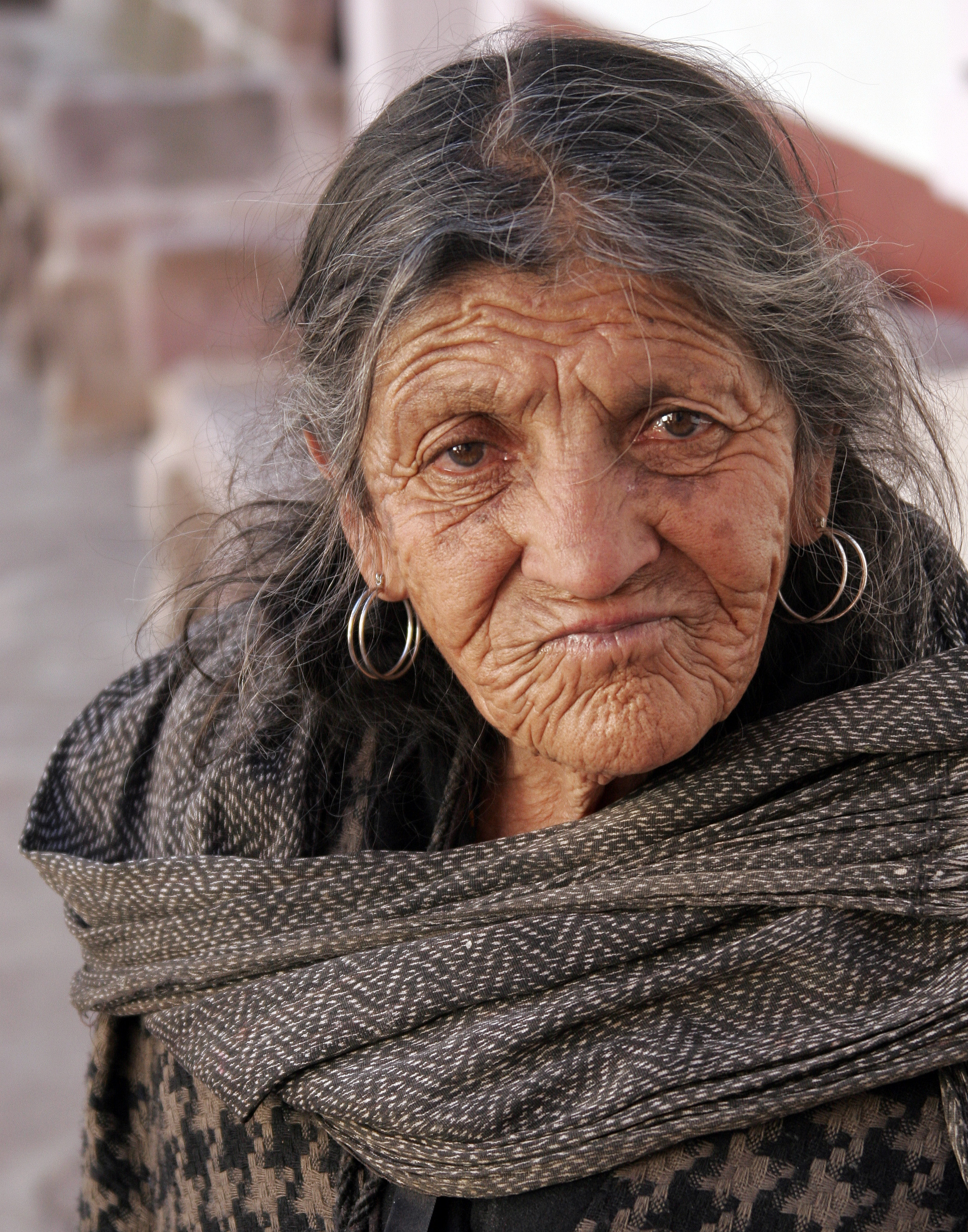
Huden åldras på ett karaktäristiskt sätt och berättar om människan bakom.

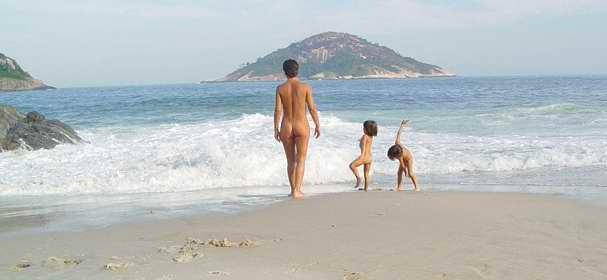
Huden skyddar mot vatten, vind, värme, köld, ultraviolett strålning, mikroorganismer och annat i omvärlden.

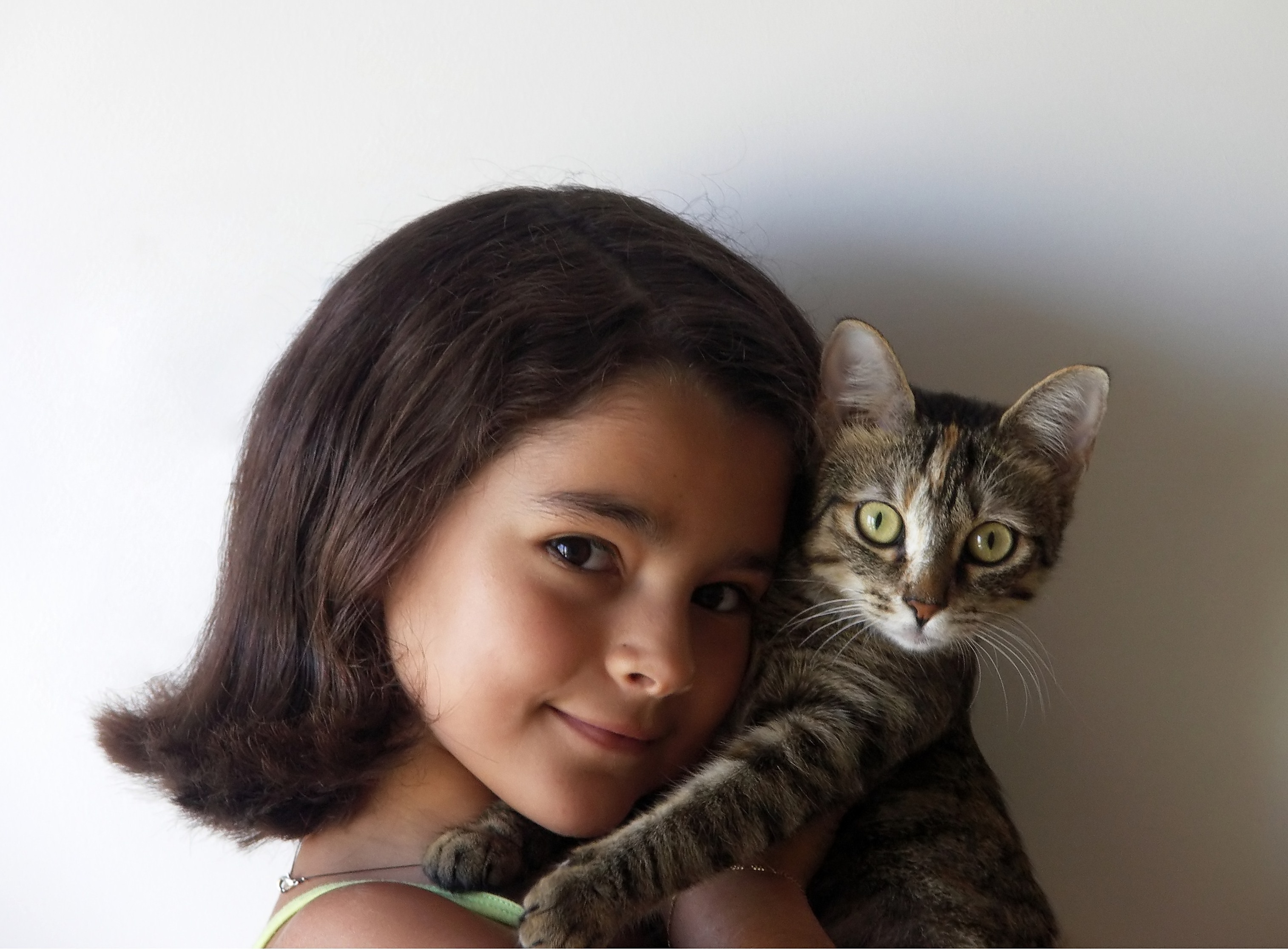
Bilden illustrerar dels människors närmast instinktiva sätt att via hudkontakt markera välvilja till andra, både människor och djur, dels människans säregna nakna hud jämfört med flertalet andra däggdjur.

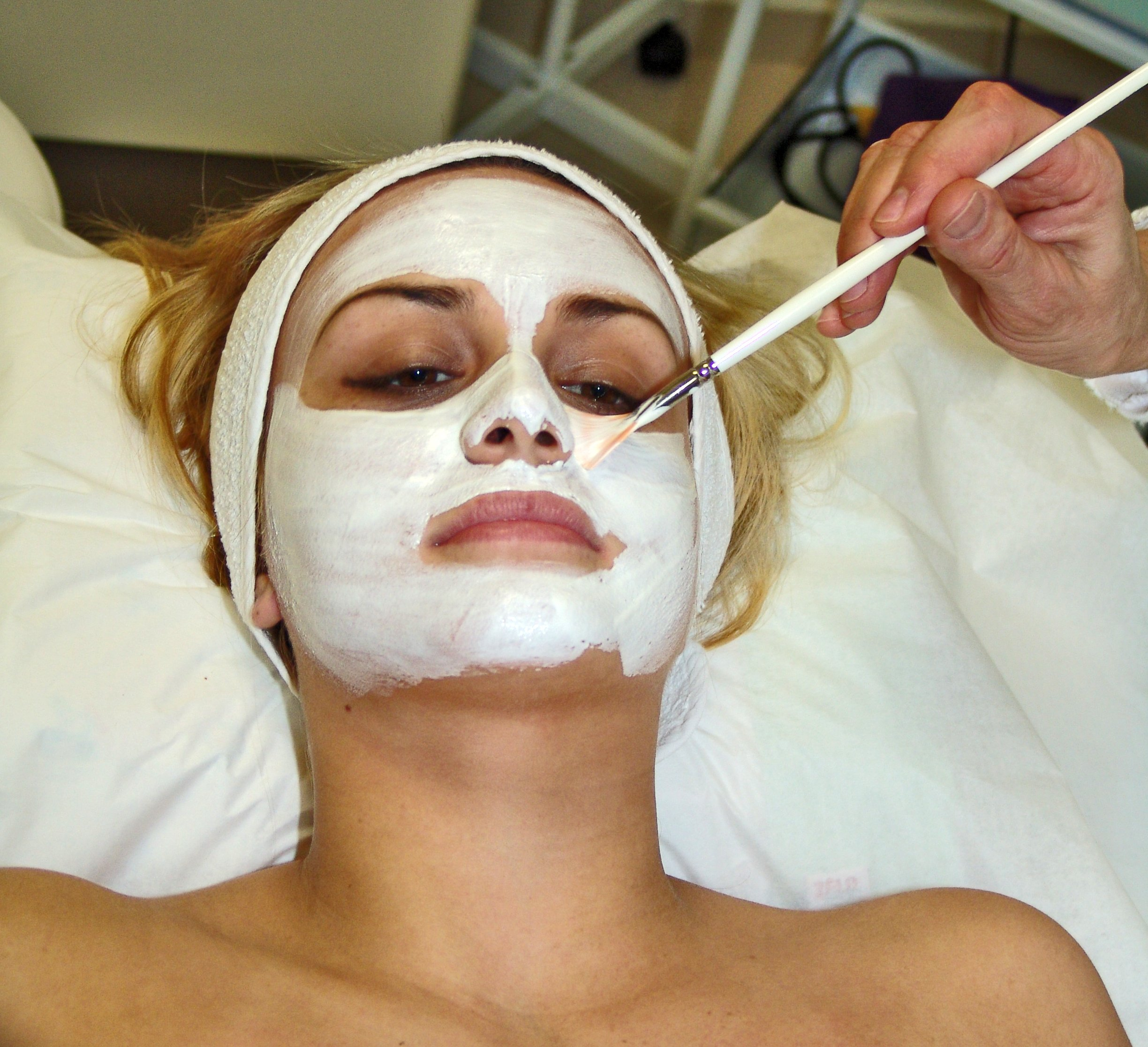
Hudvård och hudvårdsprodukter är en stor industri. Detta vittnar om vilken betydelse människor tillskriver sin hud.

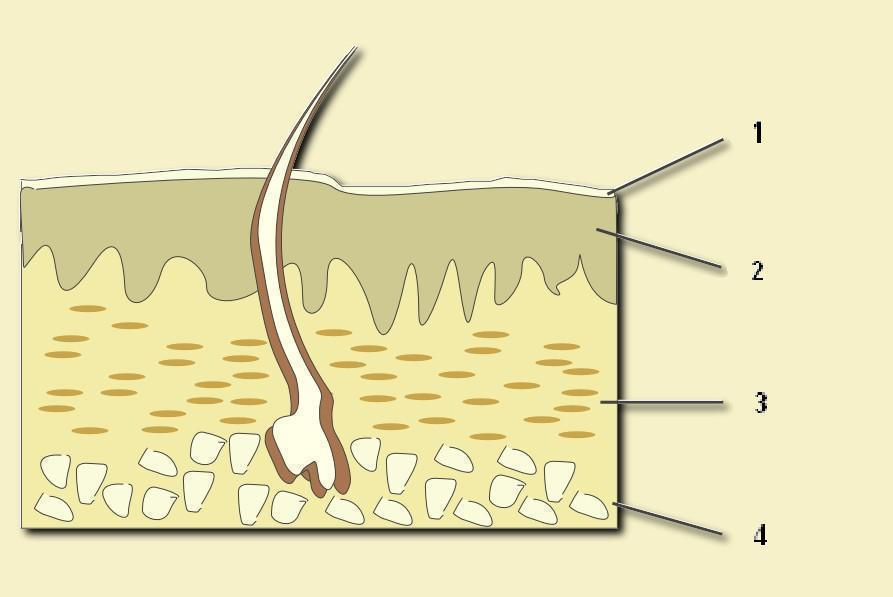
Hud hos människa: 1 och 2 - Överhud, 3 - Läderhud, 4 - Underhud

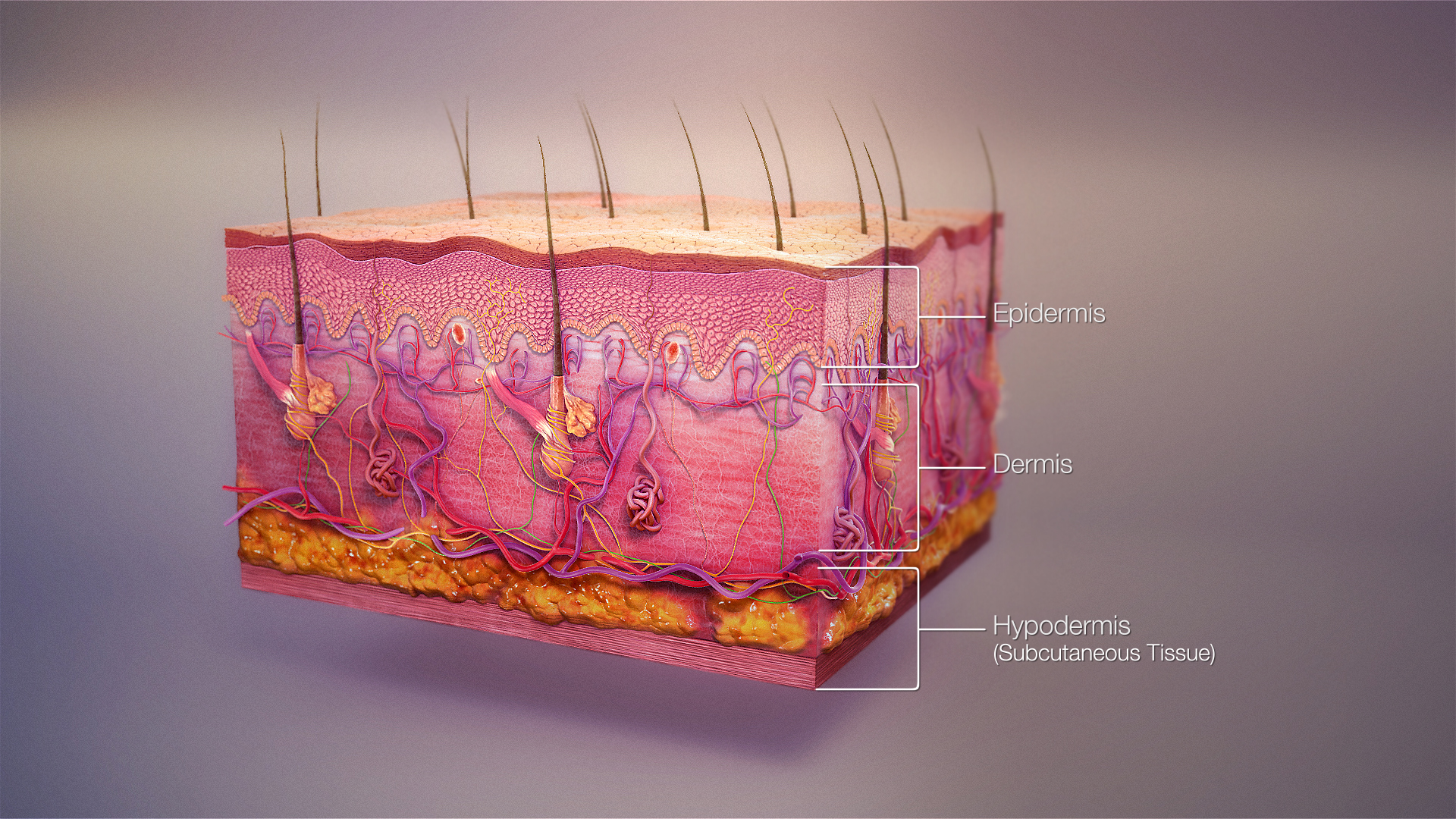

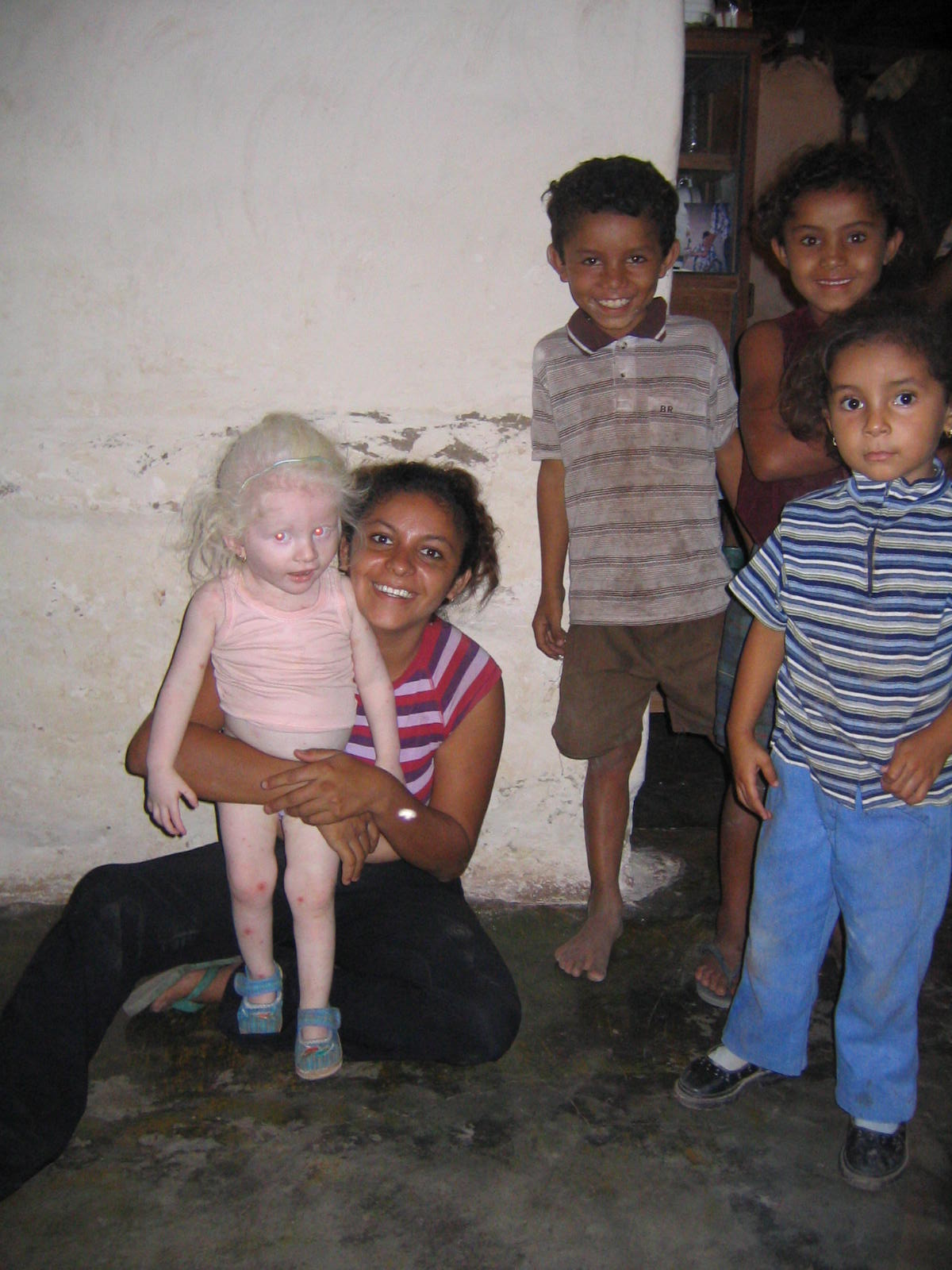
Albinism är en sjukdom med bristande bildning av pigment i hud och hår.

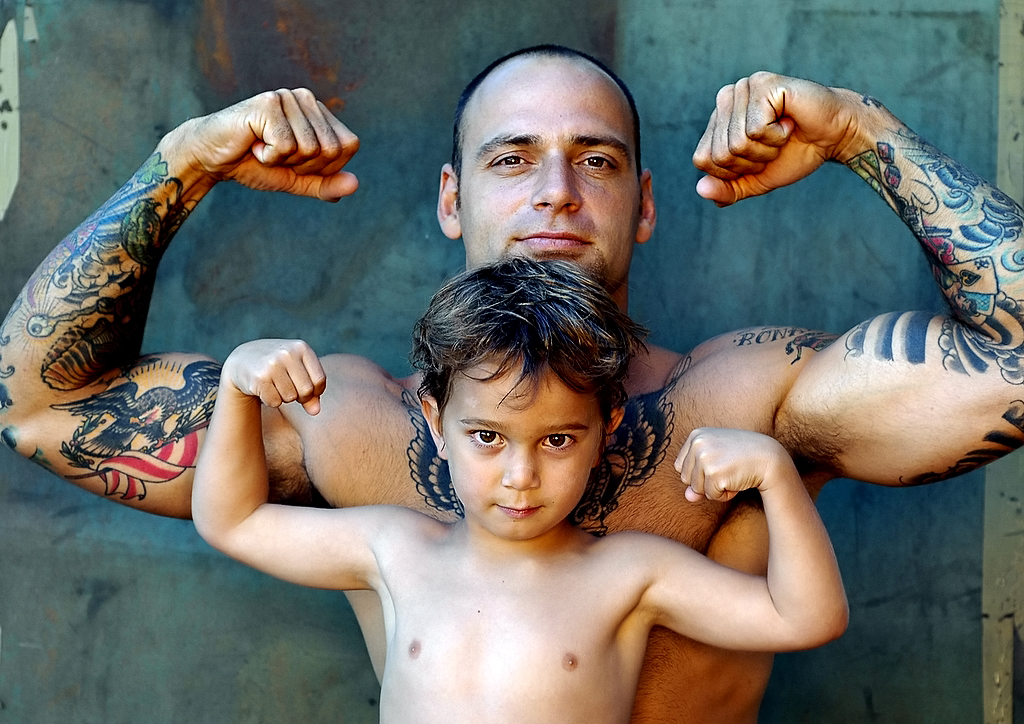
I kulturer där huden ofta exponeras för omvärlden kan olika slag av utsmyckning förekomma.

Hud (latin cutis, grekiska derma) är den mjuka vävnad som täcker kroppsytan på människor och andra ryggradsdjur. Huden utgör ett mekaniskt skydd mot omvärlden och bidrar till vätskebalans och värmereglering. Kemiska ämnen i hudens utsöndringsprodukter skyddar också mot patogener. Den inrymmer känselsinnet och speciella vävnader som hår, naglar och hudkörtlar.
Hudens viktigaste funktioner är att:
- skydda kroppens inre
- reglera kroppstemperaturen
- känna beröring, värme och kyla från omgivningen.

## Ordet hud
Hud är det mjuka, skyddande yttersta skiktet av kroppen på människor och djur. För människor används ordet särskilt om detta skikts ytliga, synliga del. Även ordet hy används för den yttre, synliga ansiktshuden och ordet syftar särskilt på dess utseende, färg, struktur, kvalitet. 
Ordet skinn har tidigast använts för en avdragen (och behandlad) djurhud, men har i senare tid även använts som synonym till hud. I betydelsen "avdragen djurhud" har hud ofta avsett större, korthåriga djur och skinn vanligen mindre, långhåriga djur. 

## Människans hud
Det är karaktäristiskt för många vattenlevande däggdjur (delfin, val, dugong, manat och flodhäst) att ha naken hud – utan päls (vattenlevande däggdjur med päls är även landdjur i kalla miljöer). Människan är ensam bland primaterna att ha naken hud. Detta har tolkats på flera olika sätt, dels som ett sätt för kroppen att kunna avge tillräckligt med värme vid ansträngning, dels som spår av en tidigare anpassning till en strandnära tillvaro, se vattenapahypotesen. 
Människan är en social varelse där huden har stor betydelse vid kroppskontakt. Vid behaglig beröring frisätts hormoner som kan motverka stress och ge en känsla av lugn och trygghet. I västerlandet kan även visuell exponering av hud ge tydliga känslomässiga signaler.
Hudarean hos en vuxen människa ligger mellan 1,5 och 2 kvadratmeter. Huden väger hos en människa normalt runt fyra till fem kilogram. Med underhudens fettlager inräknat kan vikten uppgå till en femtedel av den totala kroppsvikten, vilket gör huden till kroppens tyngsta organ. 
På hudytan kan man med lupp eller blotta ögat urskilja porer av olika storlek. Detta är talgkörtlars/hårsäckars och svettkörtlars mynningar. Svettkörtlarnas porer är minst. De finns exempelvis i stort antal i handflatan. Stora porer från talgkörtlar finns i ansiktet. 
På huden finns dels rynkor och veck, dels de på fingertopparna för varje individ karakteristiska fingeravtrycken, bestående av parallella, upphöjda ”åsar”. 
Till huden hör även naglar (unguis) och hår  (pilus, trichos). De består båda av hårt keratin. Även bröstkörtlarna räknas ibland till huden. Omkring 20 körtlar mynnar separat i en bröstvårta. Huden som omger bröstvårtan, vårtgården, är rikligt pigmenterad. Den innehåller också glatt muskulatur och apokrina svettkörtlar.

## Hår
Håret på huvudet tolkas ofta som dels solskyddande, dels av 'ornamentär' betydelse, den har en statusmarkerande och sexuell signalfunktion. 
Största delen av hudens yta har hår, men detta är olika kraftigt på olika områden. Hårlösa områden är exempelvis handflator och fotsulor, huden bakom öronen och på ögonlocken. Vissa områden på huden kan se hårlösa ut, men de har tunna, ibland helt opigmenterade hår (vellushår). 
Hårväxt och hårens utbredningsområde på huden är efter puberteten i hög grad könsberoende. 
Håret under armar och kring könsorganen är placerade kring doftkörtlar och saknar funktion för människor i kalla och västerländska kulturer som vanligtvis bär kläder. Detta i allmänhet mörkare och grövre hår, terminalt hår, har en tydligt könsmarkerande utbredning. 
Hårens rot är dold i huden och omges av sin hårsäck. Tillväxt sker i botten på hårroten. I hårsäcken mynnar oftast en talgkörtel som tillför smörjande, fetthaltig talg till håret och hudens yta. Talgkörtelns aktivitet styrs av hormonella faktorer, vilket är tydligt vid puberteten då ökad aktivitet kan leda till ökad sekretansamling och inflammationer (akne). 

## Pigmentering
Hudens pigmentbildning skyddar hudcellernas DNA, vilket kan skadas av ultraviolett strålning. Solljus kan göra huden solbrynt eller solbränd. Detta stimulerar pigmentbildningen, men den påverkas även av hormonella faktorer, till exempel en ökande pigmentering vid graviditet. Vissa hudområden är normalt mer pigmenterade, exempelvis vårtgård och delar av könsorgan. Människans hudfärg beror dessutom på fler faktorer än pigmentering, exempelvis på blodets syremättnad och födan. Pigmenteringen kan även vara ojämn, exempelvis som fräknar.

## Hudens skikt
Liksom hos flera andra däggdjur kan människans hud förenklat ses som treskiktad.

### Överhuden
Hudens yttersta lager kallas överhuden (epidermis) och är mellan 0,05-1,5 mm tjockt. Vid ögonlocken är överhuden tunn, medan den på fotsulorna och andra delar av kroppen som utsätts för påfrestningar är tjockare. Hornlagret kallas det översta lagret av överhuden, vilket består av döda celler som innehåller det hårda hornämnet keratin. Hornlagret skyddar kroppen mot stötar och gör huden nästan helt vattentät. Samtidigt hindrar hornlagret bland annat bakterier och kemikalier från att komma in i kroppen. Hornlagrets hudceller, främst keratinocyter, "nöts" hela tiden bort och ersätts av nya celler som bildas i tillväxtlagret som finns precis under. 
Längst ner i överhuden återfinns pigmentceller, melanocyter som har i uppgift att skydda arvsanlagen i cellkärnorna mot solens ultravioletta strålar.
I epidermis finns även Langerhansceller som ingår i det adaptiva immunförsvaret.

### Läderhuden
Under överhuden är läderhuden (dermis) belägen. Detta lager är omkring 1–4 mm tjockt. Det är uppbyggt av fibrer och innehar gott om blodkärl, nerver och känselkroppar. I läderhuden finns även svettkörtlar och talgkörtlar. I talgkörtlarna bildas talg som gör huden mjuk. I svettkörtlar produceras svett som senare mynnar ut i små öppningar, porer. Svett består av vatten och salter och är nästan helt luktfri; det är endast när svett kommer i kontakt med bakterier som det börjar lukta. Om man duschar och tvålar in sig för mycket kan hudens naturliga fettyta försvinna vilket gör huden torr.

### Underhuden
I underhuden (subcutis) lagras fett som isolerar kroppen från stötar och kyla. Överviktiga personer har mer underhud än magra.
Bland annat proteinerna kollagen och elastin bygger upp huden.

## Temperaturhållning
Blodkärlen är betydelsefulla för kroppens temperaturreglering. Detta styrs av sensoriska strukturer (känselkroppar). 
Svettkörtlarna är temperaturreglerande. Speciella typer av apokrina svettkörtlar på vissa av hudens områden (bland annat axiller) producerar vissa dofter. 
Underhuden utgör ett värmeisolerande och stötdämpande skikt. Den är dessutom en energidepå som kan utnyttjas vid födobrist. Även här finns känselkroppar. Kvinnor har mest utvecklad underhud.

## Hudens åldrande
Överhudens celler avstöts kontinuerligt och ersätts av celler som bildas i hudens basala lager. Hudens yta, hornlagret, utgörs av döda celler, fyllda av det motståndskraftiga proteinet keratin. Tillväxten av celler regleras av flera faktorer. 
Hudens åldrande är en långsam process under hela livet. Tecken observeras redan i 30-årsåldern. Huden blir tunnare och får fina linjer, tydligast kring ögonen där huden är tunn. Kollagenproduktionen minskar och huden blir mindre elastisk och tappar lyster. Samtidigt börjar fler pigmentfläckar synas. Då huden blir tunnare blir den mer ömtålig och reagerar starkare på yttre påverkan som till exempel solljus. Hastigheten i hudens åldrande beror dels på arv, dels på yttre faktorer, exempelvis solljus, tobaksrökning, kost och livsstil. 
Hudens åldrande och utseende uppfattas ha stor betydelse, inte minst av kvinnor. Läppstift, nagellack och hudvårdskrämer utgör en stor multinationell industri, med företag som Q-med, Beiersdorf, Procter & Gamble, Estée Lauder och L’Oreal.

## Sjukdomar
Hudsjukdomar (dermatoser) är den gemensamma benämningen på sjukdomar som kännetecknas av symptom från huden. Det finns flera hundra olika sjukdomar och omkring 10–15 procent av befolkningen beräknas lida av någon slags hudsjukdom. Hudsjukdomar är vanliga dels på grund av att huden utsätts för stora yttre påfrestningar, fysiska såväl som kemiska, och dels för att hudens komplicerade funktioner lätt störs av sjukdomar som drabbar hela kroppen.
- Eksem

Eksem orsakas av inflammationer i huden. Det gör så att huden bli röd och börjar klia. Använder man smycken som innehåller nickel kan man drabbas av en form av allergiskt eksem som kallas nickelallergi.
- Utslag
- Fotsvamp
- Akne

Akne eller finnar bildas när talgkörtlarna täpps igen av hornämnen. Talgen stängs in och bildar små vävnader.
- Sklerodermi
- Vitiligo
- Hudcancer

Hudcancer kan orsakas av för mycket UV-strålning. För mycket solande kan göra att man drabbas av den svåraste formen av hudcancer, malignt melanom.
Fjällning uppstår vid bland annat eksem. Vid fjällning faller hudceller av. Det kan bli rött och irriterat.